# 西路嘎河
西路嘎河，又作舍路嘎河，流经中华人民共和国河北省与内蒙古自治区的一条河流，是阴河右岸支流，发源于内蒙古赤峰市喀喇沁旗美林镇西北，七老图山脉小美林沟，向北流过按丹沟村后进入河北省承德市围场满族蒙古族自治县，经围场县的新地乡和朝阳地镇，过朝阳地镇红庄村后流入内蒙古赤峰市松山区境内，北流至松山区老府镇北营子村以北折向东北流，经二道河子水库、老府镇、王府镇等地，于初头朗镇大酒缸村以东汇入阴河。河流全长116千米，流域面积2309平方千米，年均径流量1.57亿立方米。西路嘎河流域富有金、钼、铜等矿产资源。